# Бргуд
Бргуд (хорв. Brgud) — населений пункт у Хорватії, у Задарській жупанії у складі міста Бенковаць.

## Населення
Населення за даними перепису 2011 року становило 13 осіб.
Динаміка чисельності населення поселення:

## Клімат
Середня річна температура становить 13,59 °C, середня максимальна – 28,08 °C, а середня мінімальна – -0,22 °C. Середня річна кількість опадів – 892 мм.
| Клімат поселення                              | Клімат поселення | Клімат поселення | Клімат поселення | Клімат поселення | Клімат поселення | Клімат поселення | Клімат поселення | Клімат поселення | Клімат поселення | Клімат поселення | Клімат поселення | Клімат поселення | Клімат поселення |
| Показник                                      | Січ.             | Лют.             | Бер.             | Квіт.            | Трав.            | Черв.            | Лип.             | Серп.            | Вер.             | Жовт.            | Лист.            | Груд.            |                  |
| Середній максимум, °C                         | 9,94             | 10,56            | 13,31            | 16,66            | 21,73            | 25,65            | 28,08            | 27,81            | 23,44            | 18,90            | 13,40            | 10,58            |                  |
| Середня температура, °C                       | 4,86             | 5,47             | 8,23             | 11,58            | 16,65            | 20,58            | 23,66            | 23,38            | 19,02            | 14,48            | 8,98             | 6,17             |                  |
| Середній мінімум, °C                          | −0,22            | 0,40             | 3,15             | 6,51             | 11,58            | 15,51            | 19,25            | 18,96            | 14,61            | 10,06            | 4,56             | 1,75             |                  |
| Норма опадів, мм                              | 74               | 67               | 71               | 78               | 66               | 61               | 37               | 52               | 89               | 98               | 108              | 91               |                  |
| Середньомісячна швидкість вітру, м/с          | 2.37             | 2.54             | 2.72             | 2.64             | 2.34             | 2.12             | 2.13             | 2.00             | 2.16             | 2.25             | 2.65             | 2.63             |                  |
| Середньомісячна сонячна радіація, кДж/м²·день | 5167             | 7902             | 11508            | 16120            | 20132            | 22493            | 24246            | 21215            | 15733            | 10050            | 5552             | 4387             |                  |
| --------------------------------------------- | ---------------- | ---------------- | ---------------- | ---------------- | ---------------- | ---------------- | ---------------- | ---------------- | ---------------- | ---------------- | ---------------- | ---------------- | ---------------- |
| Джерело:                                      |                  |                  |                  |                  |                  |                  |                  |                  |                  |                  |                  |                  |                  |